# ماریلین برین
ماریلین برین (انگلیسی: Marilyn Brain؛ زادهٔ ۱۴ آوریل ۱۹۵۹) ورزشکار روئینگ اهل کانادا است.
وی در مسابقات کشوری و بین‌المللی در مجموع برندهٔ ۱ مدال نقره شده‌است.